# Dvonn

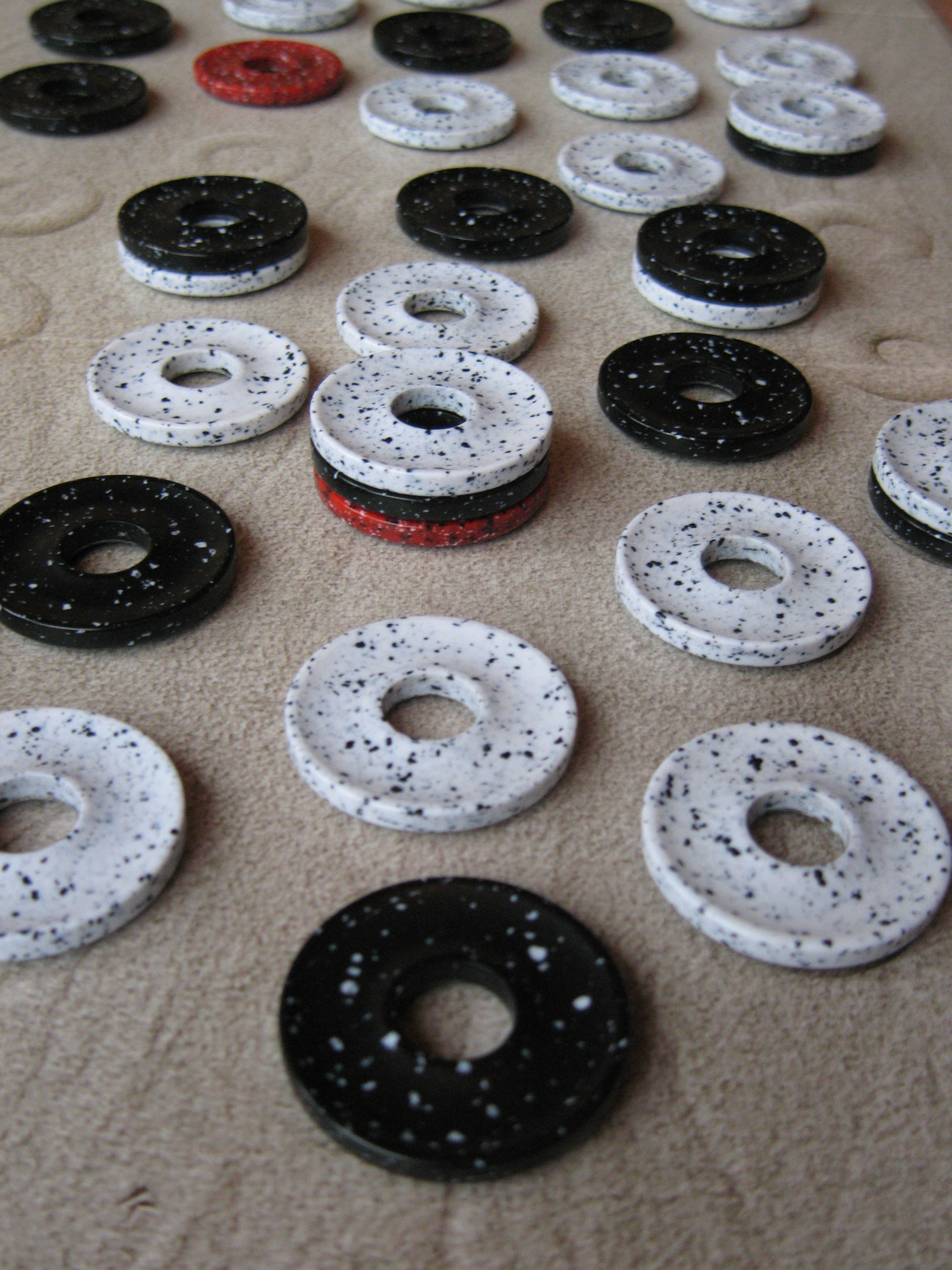
Een detail van het bord en de verschillende stukken

Dvonn is een abstract bordspel in de Project-Gipf reeks van de Belgische spelontwerper Kris Burm. Het wordt gespeeld met 23 witte, 23 zwarte en 3 rode schijven op een bord bestaande uit 49 velden, gerangschikt in een zeshoek met twee lange zijden. Winnaar is diegene die aan het eind van het spel de meeste stenen onder controle heeft. Het spel werd in 2001 uitgebracht door Don&Co. De huidige (2010) uitgever is Smart NV.

## Speelbord
DVONN wordt gespeeld op een hexagonaal bord met zijden van 3×3×9 velden.

## Twee fasen
Het spel bestaat uit twee fasen. In de plaatsingsfase leggen de spelers om en om een schijf op het bord tot alle velden gedekt zijn. In de stapelfase stapelen de spelers om beurten stenen totdat er geen zetten meer mogelijk zijn.

### Plaatsingsfase
De startspeler neemt de witte en twee rode schijven. De andere speler neemt de zwarte schijven en de laatste rode schijf. Om en om leggen de spelers nu eerst de rode schijven op het bord en daarna de witte en zwarte. Een schijf mag op elk vrij veld gelegd worden. Als alle schijven geplaatst zijn is het hele bord gedekt en begint de stapelfase.

### Stapelfase
Als wit de laatste schijf op het bord heeft gelegd mag deze speler direct de eerste beurt in de stapelfase doen. Voor stapelen gelden de volgende regels:
- Een speler mag alleen stapels verplaatsen die ze zelf controleert. De kleur van de bovenste steen van de stapel bepaalt wie de stapel controleert.
- Een schijf, of een stapel schijven, mag springen als ze niet omgeven is door zes andere schijven of stapels. Bij aanvang van de stapelfase mag derhalve alleen een schijf aan de rand van het bord verplaatst worden.
- Een schijf springt altijd één veld.
- Een stapel springt altijd een aantal velden gelijk aan het aantal schijven in de stapel.
- Een schijf of stapel mag uitsluitend naar een veld springen, waar een schijf of stapel staat.

Elke sprong vormt zo één nieuwe stapel uit twee oude, en schept één leeg veld. Het beschikbare speelveld wordt daardoor kleiner naarmate het spel vordert.

#### De rode schijven
Schijven en stapels moeten altijd in verbinding staan met een DVONN stuk. Dit houdt in, dat er een ononderbroken keten van schijven en stapels moet bestaan tussen elke schijf/stapel en ten minste één rood stuk. Het maakt niet of het rode stuk vrij ligt, of onderdeel is van een stapel. Als er geen ononderbroken keten is worden de niet-verbonden stukken direct uit het spel genomen.

#### Passen
Het is niet toegestaan om vrijwillig te passen. Als een speler geen zet kan doen, past ze en is de beurt aan de tegenstander. Als beide spelers moeten passen is het spel ten einde.

## Winst
Als beide spelers opeenvolgend hebben moeten passen is het spel ten einde. Winnaar is degene die in alle gecontroleerde stapels en schijven bij elkaar de meeste schijven heeft. De kleur van de schijven in een stapel heeft geen invloed. Eventuele nog vrij-liggende rode schijven zijn neutraal.  Bij een gelijke stand is het gelijkspel.

### Mogelijkheden om online Dvonn te spelen
- Brettspielwelt
- Littlegolem
- Richard's PBM server

### Mogelijkheden om offline Dvonn te spelen
- Holtz